# 鍋島直右
鍋島 直右（なべしま なおすけ）は、江戸時代中期の肥前国佐賀藩士。白石鍋島家第4代当主。

## 略歴
享保2年（1717年）4月26日、佐賀藩白石邑主鍋島直愈の子として生まれる。幼名は武熊。元文3年（1738年）9月、父直愈が隠居し、家督を相続した。
元文2年（1737年）より、甥の村田政賢（弟政式の子）と交代で佐賀郡代を務め、寛保3年（1743年）には神埼郡代も兼務した。
寛延2年（1750年）12月、従兄の諫早茂行が藩主鍋島宗教廃立の陰謀に加担したとして、知行高1万石を没収（上知）、蟄居・隠居を命じられ、その子の行孝が家督を継いだ。上知に反対する諫早家家臣や領民が騒ぎ出す事態となり（諫早一揆）、諫早家の改易を危惧する親戚の直右や政賢から、家中の取り締まりを求める強い警告が行孝に出された。直右の父で白石家隠居の徹龍（直愈）が仲裁に入り、上知は3年に限り、その後は本藩から返還されるとの案を行孝や重臣たちは了承したが、下級家臣や領民が了承しなかった。本藩から、一揆の鎮圧を命じられた多久茂堯が兵を率いて諫早領に入り、一揆の指導者の若杉春后が捕らえられ、領民を沈静化させた。寛延3年（1751年）10月に、諫早家の主従や領民が処罰され、白石家も徹龍が叱りの処分を受けた。
明和3年（1766年）8月13日死去。享年50。

## 参考サイト
- 小城藩日記データベース